# Charles Brodrick (6e vicomte Midleton)
Pour les articles homonymes, voir Charles Brodrick et Brodrick.
Charles Brodrick, 6e vicomte Midleton (14 septembre 1791 - 2 décembre 1863) est un noble britannique.

## Biographie
Fils de Charles Brodrick, archevêque de Cashel, et de Mary Woodward, il accède à la pairie le 1er novembre 1848. Il fait ses études au St John's College de l'Université de Cambridge et est admis au Lincoln's Inn en 1813 pour exercer la profession d'avocat. Il épouse Emma Stapleton le 5 mai 1825, avec qui il a deux filles: Mary Emma Brodrick (20 février 1826 - 25 mai 1896) et Albinia Frances Brodrick (5 mai 1831 - 18 mars 1918) .
Il est un membre actif de plusieurs organismes de bienfaisance et missionnaires anglicans, dont la Société pour la propagation de l'Evangile dans les pays étrangers , Bath Church Missionary Society , la Société de l'Écriture Reader pour l'Irlande  et la Société pour la promotion Le christianisme chez les juifs .